# 41-й саммит G7

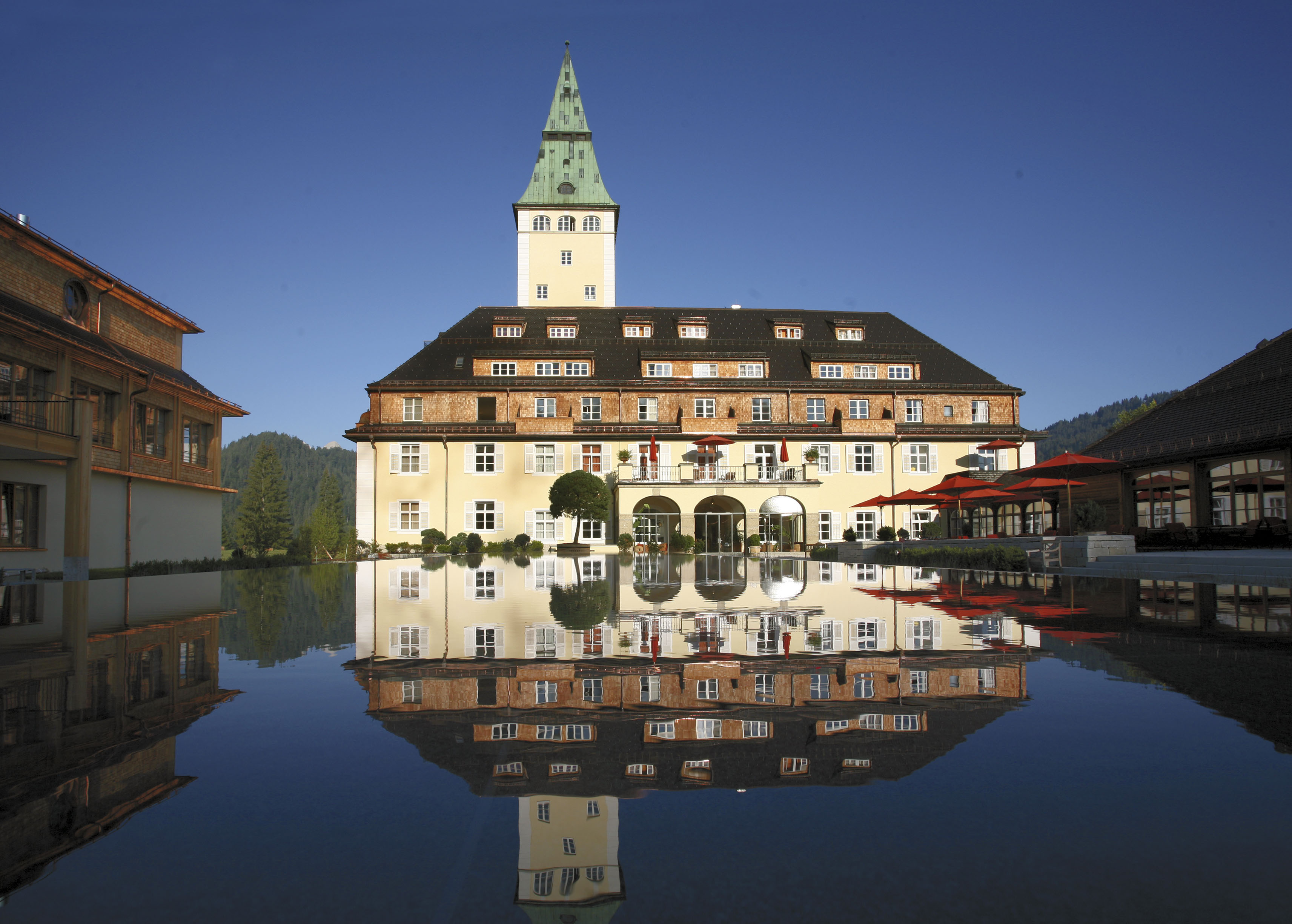
Замок Эльмау — место проведения саммита

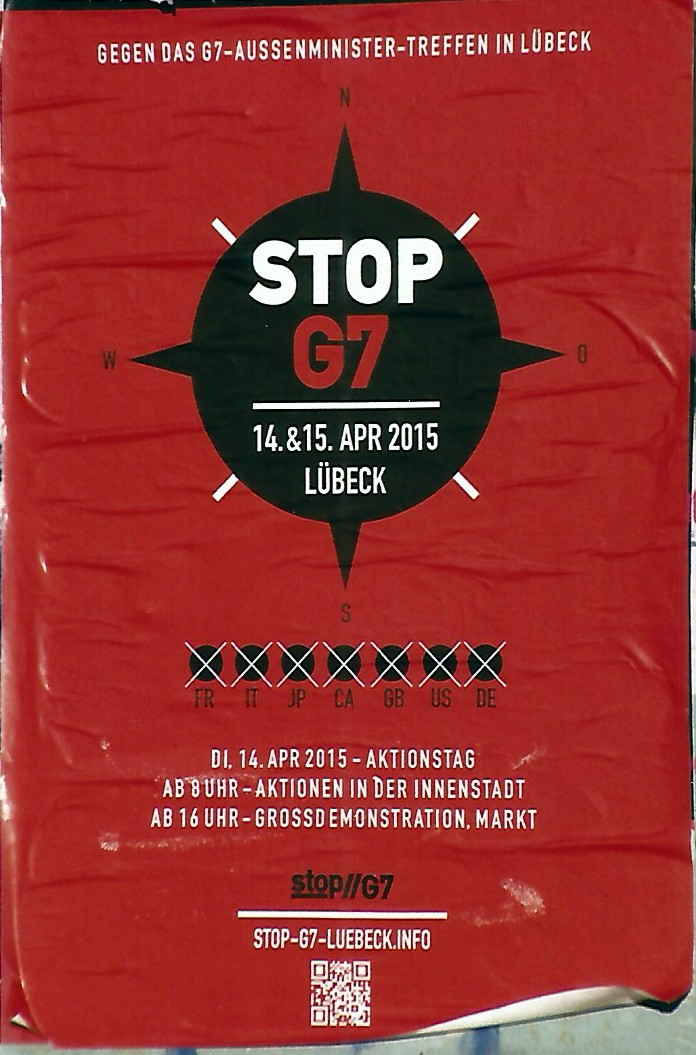
Попытки сорвать

41-й саммит «Большой семёрки» (G7) — встреча на высшем уровне руководителей государств Большой семёрки, проходил 7-8 июня 2015 в замке Эльмау вблизи Крюн (баварского) курортного городка Гармиш-Партенкирхена. На саммите обсудили защиту климата, торговлю, борьбу с терроризмом, поддержку женщин и помощь развитию стран. Также на саммите обсудили ситуацию на Украине и ситуацию в Греции, вызванную длительным экономическим кризисом в этой стране.
Вторая по счету встреча мировых лидеров, проходившая без участия России.

## Подготовка к саммиту
В процессе подготовки к саммиту было заявлено, что Россия имеет шансы вернуться к формату Большой семёрки, выполнив Минские соглашения о прекращении войны на Востоке Украины. Премьер-министр Канады Стивен Харпер накануне саммита заявил, что пока Президентом России остаётся В. В. Путин, России не место в клубе ведущих мировых экономик.

## Последствия саммита
Президент РФ Владимир Путин, выступая на пресс-конференции в Милане, заявил, что G7 — это «не организация, а клуб по интересам».

## Участники
| Члены G7         |                     |                                   |
| Участник         | Представитель       | Должность                         |
| Канада           | Стивен Харпер       | Премьер-министр                   |
| Франция          | Франсуа Олланд      | Президент                         |
| Германия         | Ангела Меркель      | Канцлер                           |
| Италия           | Маттео Ренци        | Премьер-министр                   |
| Япония           | Синдзо Абэ          | Премьер-министр                   |
| Великобритания   | Дэвид Кэмерон       | Премьер-министр                   |
| США              | Барак Обама         | Президент                         |
| Европейский союз | Жан-Клод Юнкер      | Председатель Европейской комиссии |
| Европейский союз | Дональд Туск        | Председатель Европейского совета  |
| Гости            |                     |                                   |
| Гость            | Представитель       | Должность                         |
| Ирак             | Хайдер аль-Абади    | Премьер-министр                   |
| Нигерия          | Мохаммаду Бухари    | Президент                         |
| Тунис            | Беджи Каид Эс-Себси | Президент                         |

## Повестка
Немецкая сторона, как председательствующая на саммите G7, объявила повестку:

### Основные темы саммита
Саммит G7 2015 в замке Эльмау сосредоточился на глобальной экономике, а также на ключевых вопросах, касающихся внешней политики, безопасности и политики развития. Дополнительно были обсуждены будущие заседания ООН в 2015 году, а также вопросы, которые нужно будет вынести на обсуждение после 2015 года.
Другие ключевые вопросы касались:
- Защиты морской среды, морского управления и эффективности использования ресурсов,
- Устойчивости к антибиотикам, недооценённые болезни и заболевания, связанные с бедностью, а также лихорадка Эбола,
- Стандартов розничной торговли и снабжения,
- Поддержка самостоятельно занятых женщин и женщин, которые прошли профессиональное обучение.

Лидеры стран G7 обсудили энергетическую безопасность, в том числе в рамках Римской энергетической инициативы G7. Инициатива G7 по энергии и энергетической безопасности была начата на встрече министров энергетики стран G7, проведённой в Риме в мае 2014 года, на которой было достигнуто соглашение о более скоординированных мерах для усиления энергетической безопасности. На саммите в июне 2014 года лидерами стран G7 были утверждены принципы и анонсированы мероприятия в рамках Римской энергетической инициативы G7.
Кроме того, будет продолжена работа G7 относительно политики в области развития.

### Сообщество общих ценностей
Страны Большой семёрки несут особую ответственность, когда речь идёт о будущем нашей планеты. В сообществе общих ценностей все должны работать в направлении установления мира и безопасности и обеспечения возможности людей самостоятельно определять свою жизнь. Свобода и права человека, демократия и верховенство права, мир и безопасность, процветание и устойчивое развитие являются основополагающими принципами, согласованными Большой семёркой. «Главы государств и правительств G7 не допускают незаконной аннексии Крыма Российской Федерацией. Будучи привержены этим ценностям, они, соответственно, решили проводить свои заседания без России до дальнейшего уведомления.»

### Внешняя политика и политика безопасности
Обязательства стран G7 проводить общую внешнюю политику и политику безопасности являются чрезвычайно важными, учитывая многочисленные политические кризисы во всем мире. В марте 2014 Большая семёрка заявила, что в настоящее время не видит смысла обсуждать что-либо с Россией в контексте G8. С тех пор встречи проходили в формате G7.
15 апреля 2015 министры иностранных дел G7 затронули в их заключительном коммюнике значительное количество международных кризисов и общих проблем, с которыми в настоящее время сталкивается международного сообщество. Особое внимание было уделено вопросу климата и безопасности. Министры одобрили исследовательский документ «Новый климат для мира: Принять меры против климатических рисков и уязвимостей», которые «анализирует сложные риски климатических изменений и их влияние на уязвимые страны и регионы, определяет критические пути, по которым изменения климата, вероятно, имеют значительные взаимодействия со стабильностью и нестабильностью государств и обществ, и рекомендует правительствам G7 привести свои усилия к общему знаменателю повышения устойчивости и снижения хрупкости перед вызовами глобальных климатических изменений.»

### Устойчивый экономический рост и свободная торговля
Страны G7 являются ключевыми участниками международных экономических отношений, и таким образом они несут большую ответственность за создание надёжных, устойчивых и жизнеспособных глобальных экономических условий. Динамического и устойчивого роста в промышленно развитых, новых индустриальных странах и развивающихся странах, легче добиться, если эти страны договорились по основным принципам экономического развития, приграничной торговли и эффективной, рациональной архитектуры финансовых рынков. Вот почему G7 продолжать работать в направлении создания благоприятных условий ориентированных на стабильность в долгосрочной перспективе для того, чтобы способствовать динамичному, устойчивому экономическому росту. Стабильные финансы, открытые глобальные рынки и хорошо функционирующий рынок труда играют в этом ключевую роль. Государства G7 будут вместе продолжать содействовать развитию международной торговли.

### Диалог с гражданским обществом
Лидеры G7 намерены поддерживать африканские страны в их усилиях по реформированию и таким образом заложить основы для мира и безопасности, роста и устойчивого развития на африканском континенте. Именно поэтому они пригласят руководителей государств и правительств, прежде всего, из стран Африки, присоединиться к ним на второй день саммита. Вместе с ними они будут участвовать в широком диалоге по Африке и вопросам глобальной политики. Канцлер Германии также планирует провести широкий инклюзивный диалог с гражданским обществом в контексте председательства Германии в G7. В рамках информационно-пропагандистского процесса Ангела Меркель встретится с представителями научного сообщества, бизнеса и профсоюзов, а также неправительственных организаций и молодежи из стран G7.